# Западно-Калбинский золоторудный пояс
Западно-Калбинский золоторудный пояс — крупная геологическая структура, вытянутая в северо-западном направлении от озера Зайсан до Семея на 600 км, шириной от 150 до 190 км. Включает ряд золоторудных месторождений, имеющих промышленное значение (Акжол, Бакыршык, Васильевское, Суздальское, Жанан, Жумба, Кулынжол, Миялы, Еспе и другие). В тектоническом отношении — синклинорий, сложенный вулканогенно-терригенными породами карбона. Осадочно-вулканогенные породы девона слагают горст-антиклинорий, расположенный вдоль реки Чар. В антиклинории и по некоторым глубинным разломам встречаются ультрабазиты, а на всем протяжении пояса малые интрузии и дайки (граниты, гранит-порфиры, диориты, диорит-порфириты, диабазы и другие). Золото, распространённое в основном в кварцевых жилах и в виде вкраплений в сульфидных минералах, приурочено к зонам смятия и дробления. Пояс наряду с крупными месторождениями золота (свыше 100), также богат золотоносными песками. Самый большой самородок золота весом 6,5 кг был найден в 1912 году на месторождении Жумба. В 1925—1994 годах добыча золота производилась трестом «Алтайзолото». С 1995 года добычей золота занимается ряд промышленных предприятий.